# Iker
Iker (fl. XV secolo a.C.) è stato un militare e nobile egizio vissuto durante il Medio Regno.
È noto grazie al recente ritrovamento della sua sepoltura inviolata nei pressi della necropoli di Luxor, nelle immediate adiacenze della tomba di Djehuty, alto ufficiale della sovrana Hatshepsut. Questa scoperta è ancora in corso di studio e potrebbe rivelare nuove informazioni sulle sepolture – peraltro assai rare – dei militari di rango dell'epoca.

## Biografia
Dalla sua tomba, si sa che Iker (il nome significa, in egiziano antico, "eccellente persona") raggiunse ranghi elevati dell'esercito egizio, come dimostrerebbero la tipologia di sepolcro ed il ritrovamento di tre bastoni, mentre la presenza nella tomba di due archi con frecce significherebbe che doveva trattarsi di un valente arciere al servizio del faraone.

La sua mummia, adagiata sul fianco sinistro, era posta in un sarcofago ligneo sul quale era inciso il nome del defunto e dove questi è anche raffigurato mentre porge offerte alla dea Hathor.

Dalle iscrizioni funebri e dai reperti ritrovati si può ragionevolmente dedurre che la sepoltura sia stata effettuata durante la XI dinastia egizia: sarebbe quindi vissuto alla fine del periodo della guerra civile che terminò con la riunificazione di Alto e Basso Egitto.